# Cao Pi
 (juillet 2014).
Si vous disposez d'ouvrages ou d'articles de référence ou si vous connaissez des sites web de qualité traitant du thème abordé ici, merci de compléter l'article en donnant les références utiles à sa vérifiabilité et en les liant à la section « Notes et références ».
Dans ce nom, le nom de famille, Cao, précède le nom personnel.
Pour les articles homonymes, voir Cao.

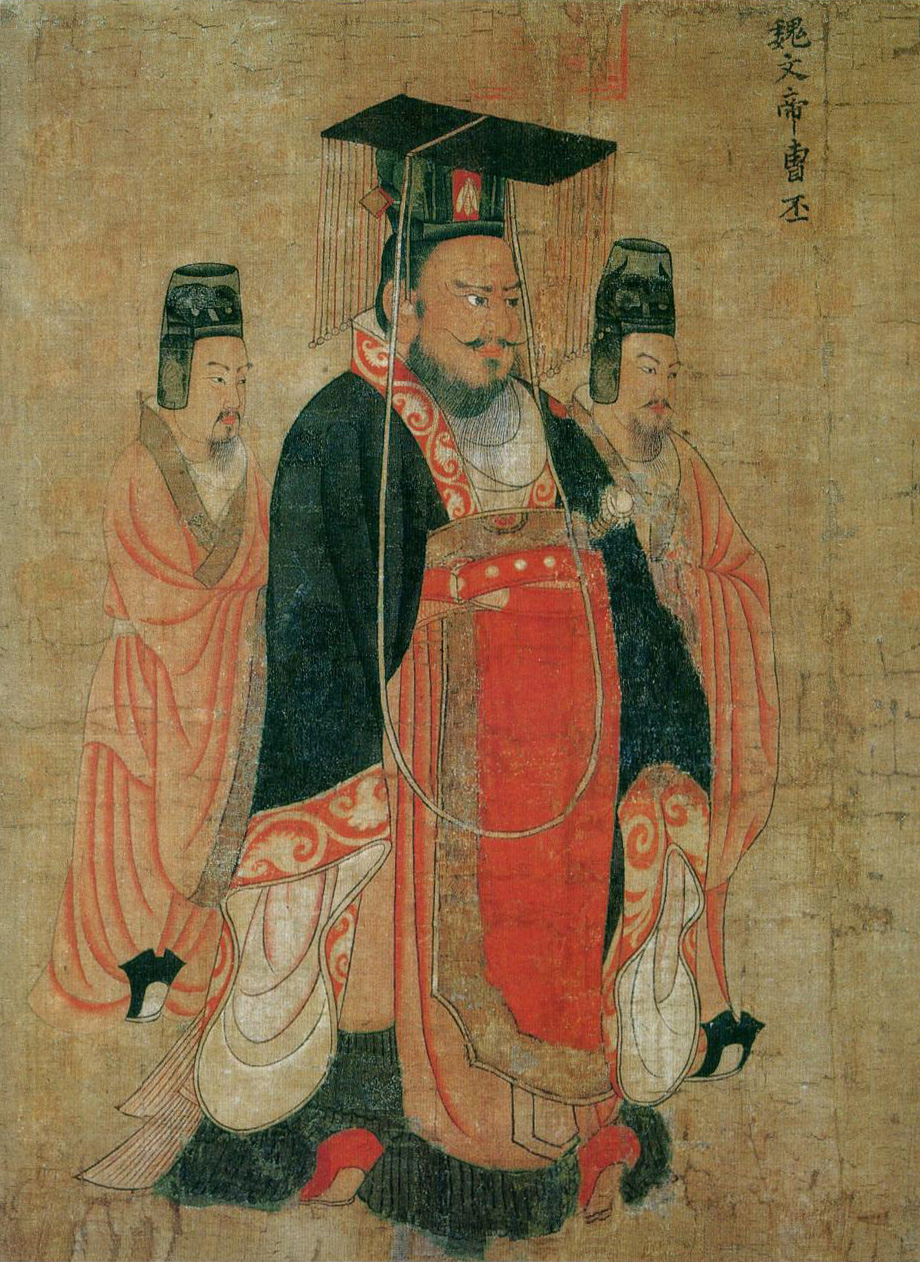
Cao Pi

Cao Pi (chinois 曹丕 ; né en 187, mort le 29 juin 226) est le fondateur de la dynastie Wei. Il est aussi un écrivain, auteur d'un texte d'esthétique littéraire, Essai sur la littérature (論文, lun wen), et un poète.
Il est le second fils de Cao Cao et de Bian Linglong, une ancienne courtisane devenue l'épouse de Cao Cao. À la mort de son demi-frère Cao Ang, il devient l’héritier de Cao Cao. Il accompagne son père lors de l’invasion de la province de Ji et plus tard, lorsque Cao Cao est nommé Roi des Wei, il se livre à une lutte à la succession contre son frère Cao Zhi. Cao Pi, étant un homme très astucieux, achète l’appui des proches de son père, remportant ainsi la succession. Ainsi, après la mort de Cao Cao, Cao Pi hérite des titres de Premier Ministre des Han, de Roi des Wei et gagne le titre de Protecteur Impérial de la province de Ji. Peu après son ascension, Cao Pi fonde le royaume de Wei en détrônant l’Empereur Xian, devenant ainsi le premier empereur des Wei. En l’an 221, Cao Pi accepte la soumission de Sun Quan et lui donne le titre de Roi des Wu.
Un peu plus tard, Cao Pi ordonne l’invasion du royaume de Wu sur trois fronts différents, mais celle-ci est rapidement défaite ; peu après, à l’aide des nations Qiang et Nanman, une invasion du royaume de Shu sur cinq fronts échoue également. En 223, il soupçonne son frère Cao Zhang de vouloir usurper le trône et le fait empoisonner à son insu, lors d’une partie de weiqi. À la suite de ses récentes défaites, Cao Pi s’obstine à faire un nouvel assaut contre les Wu et participe personnellement à l’invasion, mais son armée est encore une fois défaite et subit de graves pertes.
Il est le père de Cao Rui, qu'il a eu avec sa première femme, Zhen Luo.

## Famille

### Parents
Père : Cao Cao
Mère : Bian Linglong (Bianshi)

### Fratrie
- Cao Ang
- Cao Zhang
- Cao Zhi
- Cao Jie

### Épouses et Concubines
- Zhen Luo (Zhenji)
- Guo Nuwang

### Descendance
- Cao Rui (fils)
- Cao Lin (fils)
- Cao Fang (petit-fils)
- Cao Mao (petit-fils)